# 程元基
程元基（？—？），字蘭渚，江南儀徵縣（今江蘇儀徵）人。清朝翰林。
乾隆三十四年（1769年）中式己丑科三甲進士。選翰林院庶吉士，散館授翰林院檢討。